# Programa Ponto Quatro

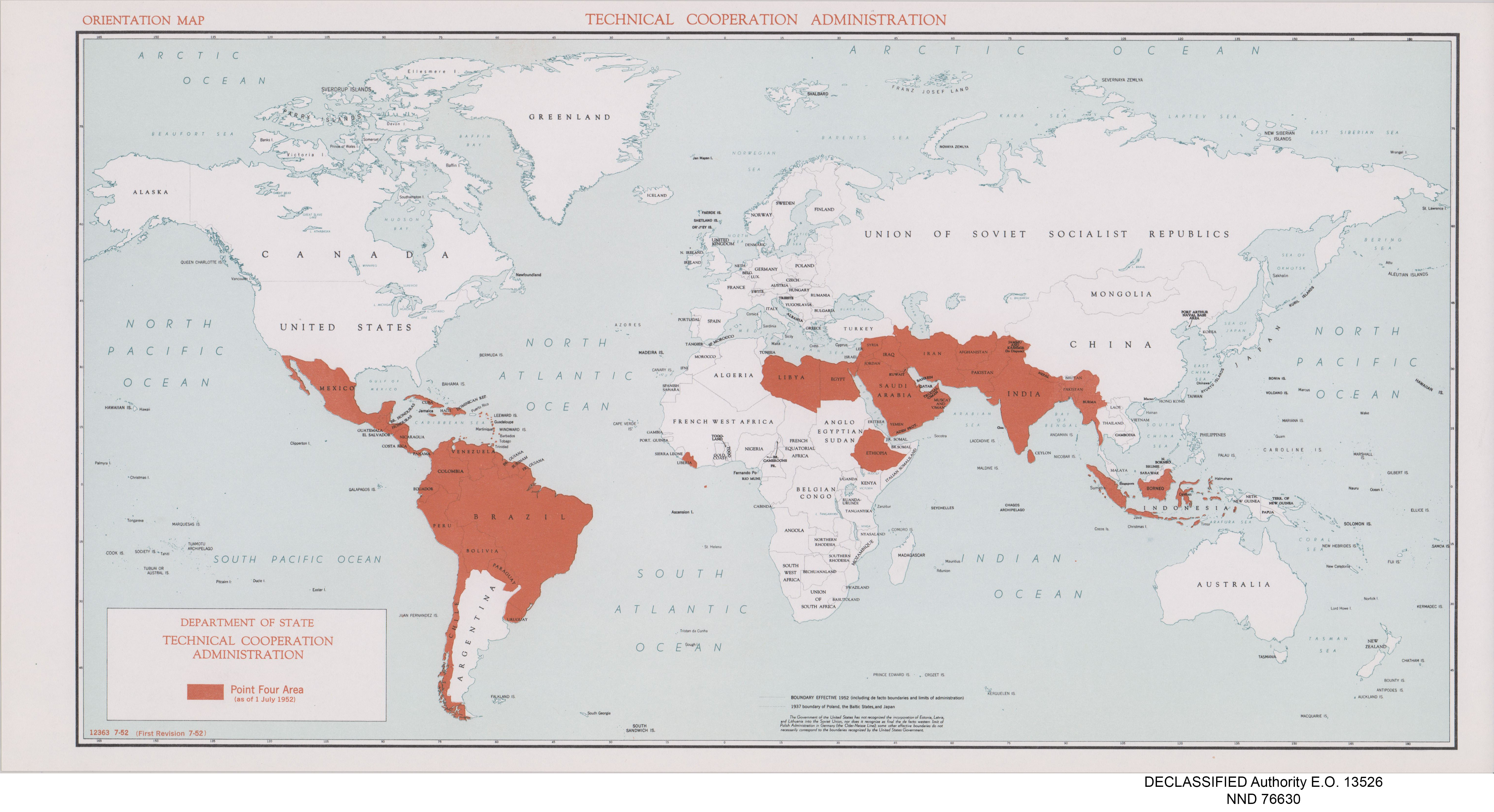
Países do Programa Ponto Quatro a partir de 1 de Julho de 1952

O Programa Ponto Quatro (em inglês: Point Four Program) foi um programa de assistência técnica para "países em desenvolvimento" anunciado pelo presidente dos Estados Unidos, Harry S. Truman, em seu discurso de posse em 20 de janeiro de 1949. Tomou o seu nome do facto de ser o quarto objetivo de política externa mencionado no discurso.

## Antecedentes
Em 1947, os Estados Unidos se viram em uma luta da Guerra Fria contra a URSS. Com os assistentes da Casa Branca Clark Clifford e George Elsey e o funcionário do Departamento de Estado Ben Hardy assumindo a liderança, o governo Truman teve a ideia de um programa de assistência técnica como um meio de conquistar os "corações e mentes" do mundo em desenvolvimento depois que países do Oriente Médio, América Latina, Ásia e África reclamaram da ênfase dada pelos EUA à ajuda europeia.

Ao compartilhar o know-how americano em vários campos, especialmente agricultura, indústria e saúde, as autoridades poderiam ajudar as nações do "terceiro mundo" – ou seja, aquelas não alinhadas com a OTAN nem com os soviéticos – no caminho do desenvolvimento, elevar o padrão de vida e mostrar que a democracia e o capitalismo poderiam prover o bem-estar do indivíduo. Em seu discurso de posse em 20 de janeiro de 1949, o presidente Truman declarou o quarto objetivo de sua política externa da seguinte forma:
"Devemos embarcar em um novo e ousado programa para disponibilizar os benefícios de nossos avanços científicos e progresso industrial para a melhoria e o crescimento de áreas subdesenvolvidas. Mais da metade das pessoas do mundo vive em condições que se aproximam da miséria. Sua alimentação é inadequada. São vítimas de doenças. Sua vida econômica é primitiva e estagnada. A sua pobreza é uma desvantagem e uma ameaça tanto para eles como para as zonas mais prósperas. Pela primeira vez na história, a humanidade possui o conhecimento e a habilidade para aliviar o sofrimento dessas pessoas. Os Estados Unidos são proeminentes entre as nações no desenvolvimento de técnicas industriais e científicas. Os recursos materiais que podemos utilizar para a assistência a outros povos são limitados. Mas nossos recursos imponderáveis em conhecimento técnico estão em constante crescimento e são inesgotáveis"
Truman negou que se tratasse de um empreendimento colonial para dominar outros países. Em vez disso, insistiu: "O velho imperialismo – exploração para lucro estrangeiro – não tem lugar em nossos planos. O que vislumbramos é um programa de desenvolvimento baseado nos conceitos de fair-dealing democrático. Todos os países, incluindo o nosso, se beneficiarão muito de um programa construtivo para o melhor uso dos recursos humanos e naturais do mundo".
Não se tratava de um pedido de ajuda econômica – na ordem do Plano Marshall, mas para que os EUA compartilhassem seu "know-how" e ajudassem as nações a se desenvolverem com assistência técnica. Houve apoio bipartidário, liderado pelo congressista republicano Christian A. Herter, de Massachusetts.
O Ponto Quatro foi o primeiro programa global de ajuda externa dos EUA, mas se inspirou no Escritório do Coordenador de Assuntos Interamericanos (OCIAA) do país durante a guerra, que estendeu a assistência técnica aos países latino-americanos. Nelson Rockefeller, o administrador do OCIAA, apoiou fortemente o estabelecimento do Ponto Quatro em audiências no Congresso.
De acordo com o secretário de Estado dos EUA, Dean Acheson, foi uma iniciativa do então assessor jurídico do presidente Clark Clifford, que sugeriu ao presidente Truman iniciar uma assistência em todo o mundo e incluir o tema em seu discurso de posse. De acordo com o livro de Robert Schlesinger, White House Ghosts, foi o diretor de relações públicas Benjamin H. Hardy quem primeiro criou o conceito. Depois que a sugestão foi tão boa quanto perdida no miasma nebuloso da burocracia do Departamento de Estado, Hardy decidiu levar a ideia ao conhecimento do assessor de Truman, George Elsey. Elsey e Clifford passaram a anunciar a abstração na política. Hardy eventualmente deixou o Departamento de Estado e tornou-se o novo Diretor de Informações da Administração de Cooperação Técnica.

## Implementação
Para implementar o programa, em 9 de fevereiro de 1949, um novo comitê foi estabelecido dentro do Departamento de Estado, conhecido como Grupo de Assistência Técnica, presidido por Samuel Hayes. O programa foi aprovado pelo Congresso em 5 de junho de 1950, na Lei de Assistência Econômica Externa, que destinou ao programa um orçamento de US$ 25 000 000 para o ano fiscal de 1950/51. Descrevendo o novo programa, Truman observou que, "A propaganda comunista sustenta que as nações livres são incapazes de fornecer um padrão de vida decente para os milhões de pessoas em áreas subdesenvolvidas da Terra. O programa Ponto Quatro será uma das nossas principais formas de demonstrar a completa falsidade dessa acusação".
Após a aprovação do Congresso em 27 de outubro de 1950, a Administração de Cooperação Técnica (TCA) foi estabelecida dentro do Departamento de Estado para executar o programa Ponto Quatro e o OCIAA foi incorporado à nova organização. Henry G. Bennett foi o primeiro administrador do TCA de 1950 a 1951.
O programa foi realizado com os países cujos governos celebraram acordos bilaterais com o governo dos EUA em relação à ajuda no âmbito do programa, e o TCA estabeleceu missões de campo dentro desses países, que trabalharam para melhorar a produção agrícola e distribuíram know-how técnico para melhorar a economia em geral. O primeiro governo a fazê-lo foi o governo do Irã, em 19 de outubro de 1950.
O Programa Ponto Quatro diferenciava-se dos demais por não se limitar a nenhuma região específica; foi estendido a países como Paquistão, Israel e Jordânia. A Universidade Americana de Beirute (AUB) também recebeu financiamento do programa Point Four para expandir suas operações.
Entre as primeiras nações a obter ampla assistência técnica estava a Índia. De 1950 a 1951, a Índia viu a implementação de uma plantação de penicilina, um aumento nas escolas e instalações de pesquisa médica, bem como a construção de barragens. Além da assistência econômica, a Índia também concordou em manter um governo democrático. Autoridades dos EUA esperavam que isso impedisse a Índia de formar alianças com a União Soviética e a China.
O presidente republicano Dwight D. Eisenhower descartou o nome do Ponto Quatro em favor de simplesmente se referir a ele como um "programa de assistência técnica", e reorganizou o TCA na Administração de Operações Estrangeiras; suas agências sucessoras incluem a Administração de Cooperação Internacional e a atual Agency for International Development.

## Legado do programa
O Programa Ponto Quatro foi o primeiro plano dos EUA projetado para melhorar as condições sociais, econômicas e políticas em nações "subdesenvolvidas". Marcou a promoção da política de desenvolvimento internacional para o centro do quadro da Política Externa dos EUA.
Embora projetado para elevar as nações, o legado do programa foi de interesse próprio, pois os Estados Unidos melhoraram suas importações de matérias-primas estratégicas, sem aliviar significativamente as nações parceiras da privação. O clima do pós-guerra e a crescente ameaça do comunismo, juntamente com a falta de investimento do Congresso e dos empresários americanos, levaram ao fracasso do Programa Ponto Quatro.